# Nebmaatra (principe)
Nebmaatra (fl. XII secolo a.C.) è stato un principe egizio della XX dinastia.
Il suo nome significa "Signore della Verità è Ra". Fu probabilmente figlio del faraone Ramses IX (1129-1111 a.C., oppure 1125-1107 a.C.), siccome sono menzionati insieme su un architrave del tempio di Eliopoli. Fu inoltre fratello del principe Montuherkhepshef, titolare della preziosa tomba KV19; suo fratello fu verosimilmente anche il faraone Ramses X.